# Rostjärnen (Laxsjö socken, Jämtland, 709360-145423)
Rostjärnen är en sjö i Krokoms kommun i Jämtland och ingår i Indalsälvens huvudavrinningsområde.